# Sovara
Le Sovara est un cours d'eau italien à caractère torrentiel, de 26 km de longueur, qui coule dans les provinces d'Arezzo en Toscane et de Pérouse en Ombrie.

## Géographie
Le Sovara naît au mont Campo Maggio à une altitude de 690 m. Affluent de gauche du torrent Cerfone à  la frazione Vingone de la commune Sansepolcro. Il reçoit par la droite les eaux du torrent Lubbia et du rio de la Teverina.